# Baikunthpur
Baikunthpur é uma cidade e uma nagar panchayat no distrito de Rewa, no estado indiano de Madhya Pradesh.

## Demografia
Segundo o censo de 2001, Baikunthpur tinha uma população de 9301 habitantes. Os indivíduos do sexo masculino constituem 52% da população e os do sexo feminino 48%. Baikunthpur tem uma taxa de literacia de 59%, inferior à média nacional de 59,5%; com 61% para o sexo masculino e 39% para o sexo feminino. 18% da população está abaixo dos 6 anos de idade.